# Thaise Staatsspoorwegen
De Thaise Staatsspoorwegen (SRT, State Railways of Thailand; Thais: การรถไฟแห่งประเทศไทย) is een overheidsinstelling die verantwoordelijk is voor het spoorvervoer in Thailand. Het belangrijkste station in het lijnennet is het Hua Lamphong in Bangkok. De SRT is in 1890 opgericht als Koninklijke Siamese Spoorwegen.

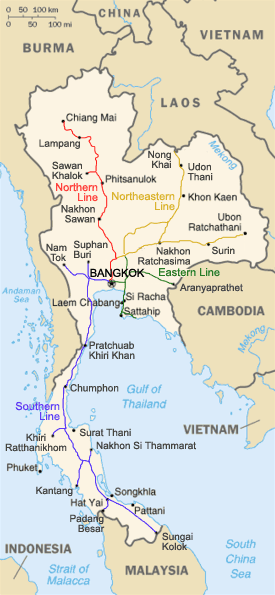
Kaart van Thailands spoorwegnetwerk

In Thailand wordt gebruikgemaakt van spoor met een wijdte van 1000 mm (meterspoor) in tegenstelling tot de standaardspoorwijdte van 1435 mm (normaalspoor). Omdat de stabiliteit bij een kleinere spoorwijdte afneemt en omdat bovendien een type rails van mindere kwaliteit is toegepast, wordt een maximumsnelheid tussen de 60 en 80 kilometer per uur aangehouden. Een treinrit van Bangkok naar Chiang Mai duurt tegenwoordig nog ongeveer even lang als in het begin van de 20e eeuw, toen de spoorlijn werd geopend.

## Hoofdroutes

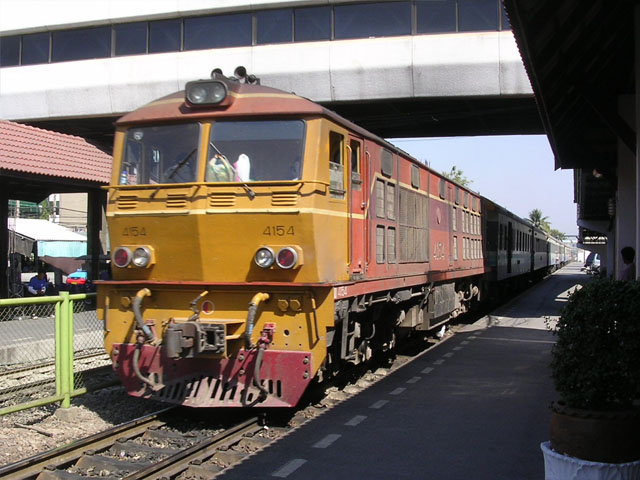
Thaise intercity

Het netwerk in Thailand wordt in principe verdeeld in vier hoofdroutes, waarvan sommige korte zijlijnen hebben. Ook zijn er een aantal korte routes rond de hoofdstad Bangkok. 
1. Noordelijke lijn - Van Bangkok naar Chiang Mai
2. Noordoostelijke lijn - Een aftakking van de Noordelijke bij de stad Ayutthaya die bij Korat splitst in een lijn naar de Thais-Laotiaanse Vriendschapsbrug bij de stad Nong Khai (die tussen 2005 en 2006 verlengd wordt naar Laos. De verbinding met Laos is vooral symbolisch: deze spoorlijn eindigt meteen aan de overkant van de brug naar Laos, 13 km van de hoofdstad Vientiane. Een tweede lijn gaat naar de stad Ubon Ratchathani.
3. Oostelijke lijn - Van Bangkok naar de plaats Aranya Prathet deze liep vroeger door naar Phnom Penh in Cambodja, maar de zes kilometer van Aranya Prathet naar de grens is afgebroken. Er wordt gewerkt om het Cambodjaanse spoorwegnet nieuw leven in te blazen, en Aranyaprathet in een eerste instantie met de tweede Cambodjaanse stad Battambang te verbinden. Het Thaise deel van deze lijn heeft bij Chachoengsao een afsplitsing naar Amphoe Sattahip via Pattaya.
4. Zuidelijke lijn -  Een lijn van Bangkok naar de stad Hat Yai en van daar via Padang Besar naar Butterworth, Kuala Lumpur in Maleisië en verder door naar Singapore.
  1. Aftakking: De Dodenspoorlijn die tijdens de Tweede Wereldoorlog via Kanchanaburi naar Birma is aangelegd. Een gedeelte hiervan is nog in gebruik.
  2. Aftakking: De Hat Yai-Sungai Goloklijn die tot 1978 doorliep via Rantau Panjang in Maleisië naar Tumpat

## Toekomst

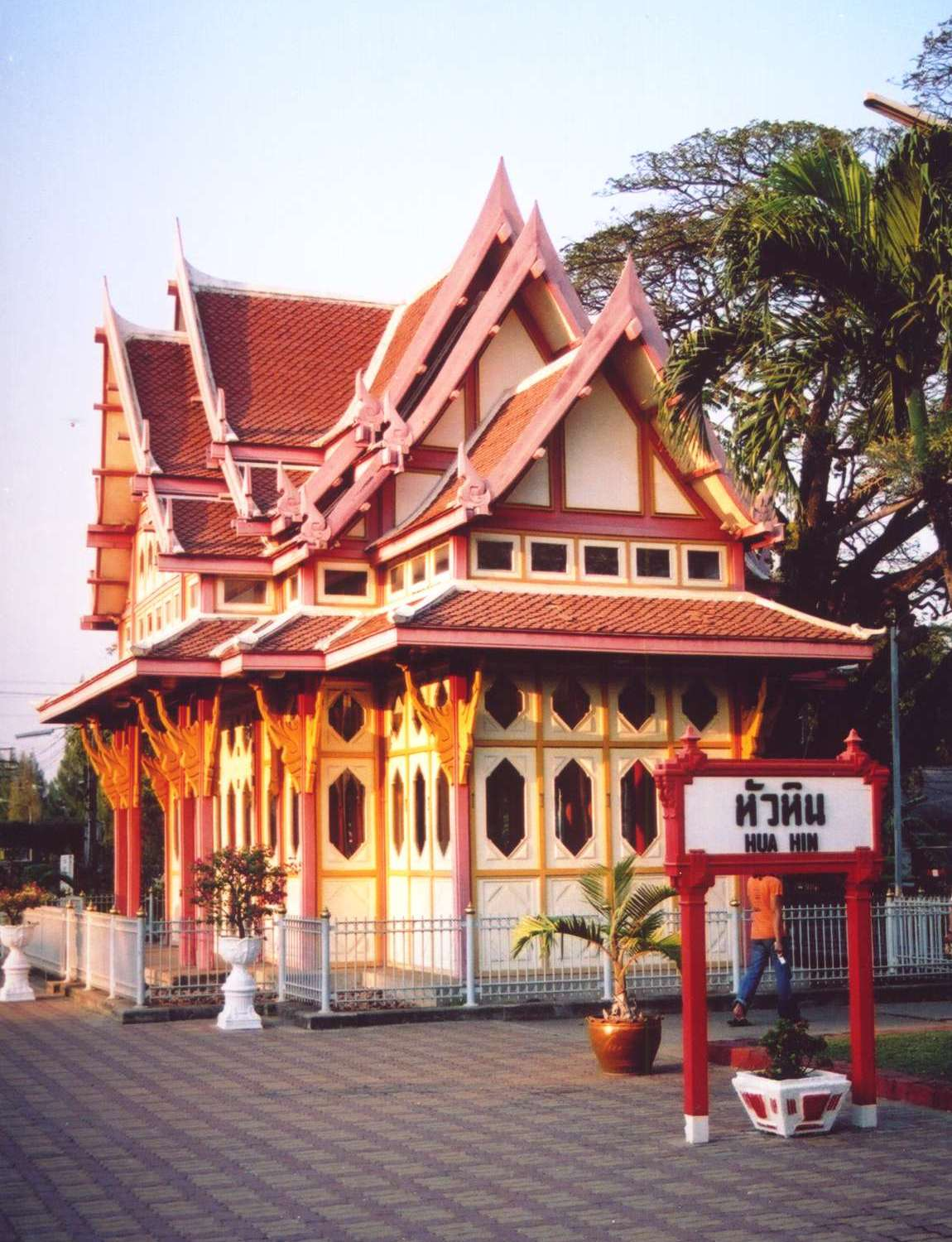
Hua Hin treinstation

De SRT heeft al vele jaren plannen om de noordelijke lijn naar Chiang Mai door te trekken naar Chiang Rai middels een aftakking bij Den Chai en om aan de zuidelijke lijn een aftakking te maken naar Phuket. Ook zijn er plannen om een deel van het net te elektrificeren en dubbelsporig te maken. Door geldgebrek en corruptie is het hier tot op heden nog niet van gekomen. De Thai Rak Thai regering onder minister-president Thaksin Shinawatra wilde echter 500 miljard Baht in het massavervoer investeren onder andere om deze projecten van de SRT uit te voeren. Hier is mede doordat de coupe van 2006 de politieke situatie drastisch heeft gewijzigd, tot op heden niet veel van terechtgekomen.
De "State Railway of Thailand Electric Train" (SRTET) exploiteert de "Airport Rail Link", een moderne hogesnelheidstrein van Duitse makelij die Bangkok met het nieuwe vliegveld Suvarnabhumi verbindt. 
Over de zuidelijke lijn rijdt de Eastern & Oriental Express naar Singapore. Dit is echter geen trein van de SRT maar een toeristentrein waarvoor duizenden dollars betaald moet worden. Het is ook mogelijk voor een fractie van dat geld met gewone Thaise en Maleisische treinen via Kuala Lumpur helemaal naar Singapore te reizen.